# Live (Metal Church)
Live è un album dal vivo del gruppo thrash metal statunitense Metal Church, pubblicato nel 1998.
Si tratta di una raccolta di registrazioni di esibizioni dal vivo avvenuta nel corso del 1986 con la formazione originale del gruppo.

## Tracce
1. Ton of Bricks – 2:51
2. Hitman – 4:16
3. Start the Fire – 3:53
4. Gods of Wrath – 6:27
5. The Dark – 3:52
6. Psycho – 3:28
7. Watch the Children Pray – 5:34
8. Beyond the Black – 6:31
9. Metal Church – 4:35
10. Highway Star – 4:32

## Formazione
- David Wayne – voce
- Kurdt Vanderhoof – chitarra
- Craig Wells – chitarra
- Duke Erickson – basso
- Kirk Arrington – batteria